# Districtul Medzilaborce

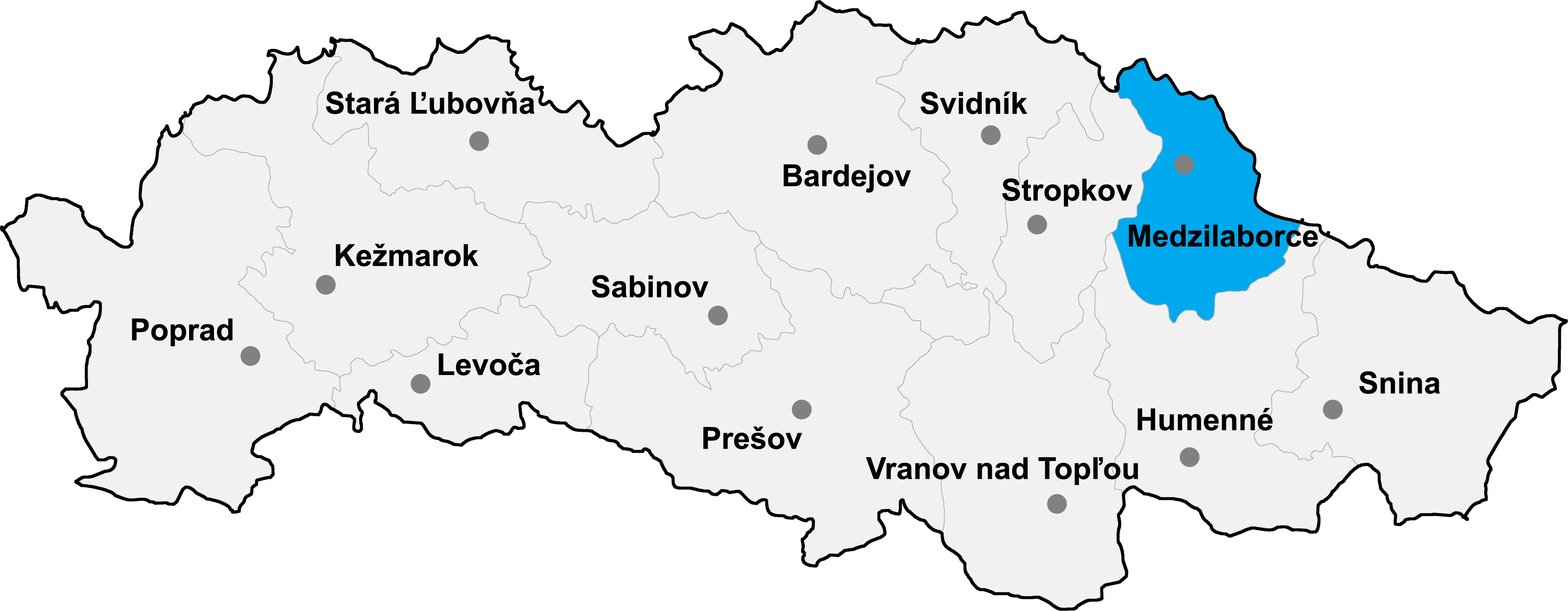
Districtul Medzilaborce

Districtul Medzilaborce (okres Medzilaborce) este un district în Regiunea Prešov din Slovacia estică.

## Demografie
| An:                | 1994   | 2004   | 2014   | 2024    |
| ------------------ | ------ | ------ | ------ | ------- |
| Număr de persoane: | 12.962 | 12.392 | 12.252 | 10.605  |
| Diferență:         |        | −4,39% | −1,12% | −13,44% |

| An:                | 2023   | 2024   |
| ------------------ | ------ | ------ |
| Număr de persoane: | 10.665 | 10.605 |
| Diferență:         |        | −0,56% |

## Comune
- Brestov nad Laborcom
- Čabalovce
- Čabiny
- Čertižné
- Habura
- Kalinov
- Krásny Brod
- Medzilaborce
- Ňagov
- Oľka
- Oľšinkov
- Palota
- Radvaň nad Laborcom
- Repejov
- Rokytovce
- Roškovce
- Sukov
- Svetlice
- Valentovce
- Volica
- Výrava
- Zbojné
- Zbudská Belá